# Witold Maciejewski
Witold Maciejewski (ur. 6 października 1951 w Poznaniu) – polski językoznawca, polonista i skandynawista, profesor Uniwersytetu SWPS w Warszawie.

## Kariera naukowa
Absolwent I Liceum Ogólnokształcącego im. Karola Marcinkowskiego w Poznaniu. W 1974 roku ukończył polonistykę na Uniwersytecie im. Adama Mickiewicza w Poznaniu i zaczął pracować jako asystent w Instytucie Językoznawstwa tej uczelni. W latach 1976–1978 pracował jako lektor języka polskiego na Uniwersytecie w Uppsali i Uniwersytecie w Sztokholmie. W 1982 roku uzyskał stopień doktora na Uniwersytecie w Uppsali na podstawie rozprawy Podstawy polsko–szwedzkiej kontrastywnej gramatyki tekstu. Jako lektor języka polskiego na Uniwersytecie w Uppsali pracował również w latach 1985–1988.
Od 1983 roku był zatrudniony jako adiunkt w Instytucie Językoznawstwa UAM, potem w Katedrze Językoznawstwa Ogólnego i Stosowanego, a od 1995 roku w Instytucie Lingwistyki. W 1996 roku na podstawie rozprawy O przestrzeni w języku otrzymał stopień doktora habilitowanego. Od 1997 roku zatrudniony jako profesor nadzwyczajny w Instytucie Lingwistyki UAM, a od 1999 roku jako profesor nadzwyczajny w Katedrze Skandynawistyki UAM. Od 2005 roku pracuje na Uniwersytecie SWPS w Warszawie, gdzie kieruje Katedrą Skandynawistyki.
W maju 2011 roku Witold Maciejewski z rąk króla Szwecji Karola XVI Gustawa otrzymał Order Gwiazdy Polarnej.

## Dorobek naukowy
Do zainteresowań naukowych Witolda Maciejewskiego należy językoznawstwo polonistyczne, skandynawistyczne i kontrastywne, a także studia afrykanistyczne i runologia. Do jego najważniejszych prac należą:
- Podstawy polsko-szwedzkiej kontrastywnej lingwistyki tekstu Uppsala: Slaviska instututionen vid Uppsala universitet / Poznań: Wydawnictwo Naukowe UAM, 1983. ISBN 91-506-0378-7.
- Polsko szwedzkie paralele romantyczne. Poznań: UAM, 1983.
- Religia w Szwecji. Poznań: UAM, 1985.
- Elipsa w językach polskim i szwedzkim. Poznań: UAM, 1989.
- Wczesne zabytki runiczne. Wybór. Poznań: UAM, 1990.
- O przestrzeni w języku. Studium typologiczne z językiem polskim w centrum. Poznań: Wydawnictwo Naukowe UAM, 1996. ISBN 83-232-0662-7.
- Świat języków (= Wielka encyklopedia geografii świata 14, współudz. Alfred F. Majewicz, Jerzy Pogonowski, Robert Kasza). Poznań: Wydawnictwo Kurpisz, 1999. ISBN 83-87621-49-8.
- Człowiek – języki, religie, polityka. Języki i religie narodów (współaut. Tadeusz Koralewski, Renata Ponaratt). Poznań: Wydawnictwo Kurpisz, 2002. ISBN 83-88276-36-0.
- The Baltic Sea region: cultures, politics, societies (redakcja). Uppsala: The Baltic University Press, 2002. ISBN 91-973579-8-7.
- Słownik minimum polsko-szwedzki z indeksem szwedzko-polskim (współaut. Katarzyna Skalska, Halina Zgółkowa). Poznań: Wydawnictwo Naukowe UAM, 2007. ISBN 978-83-232-1743-5.
- Runy (współautorzy: Paulina Horbowicz, Gert Kreutzer, Dominika Skrzypek). Warszawa: Wydawnictwo TRIO, 2011. ISBN 978-83-7436-259-7.